# Dudzia Dziura
Dudzia Dziura – jaskinia w Dolinie Kościeliskiej w Tatrach Zachodnich. Wejście do niej znajduje się w Wąwozie Kraków, na stoku Żaru poniżej Wielkiej Turni, na wysokości 1201 metrów n.p.m. Długość jaskini wynosi 23 metry, a jej deniwelacja 6 metrów.

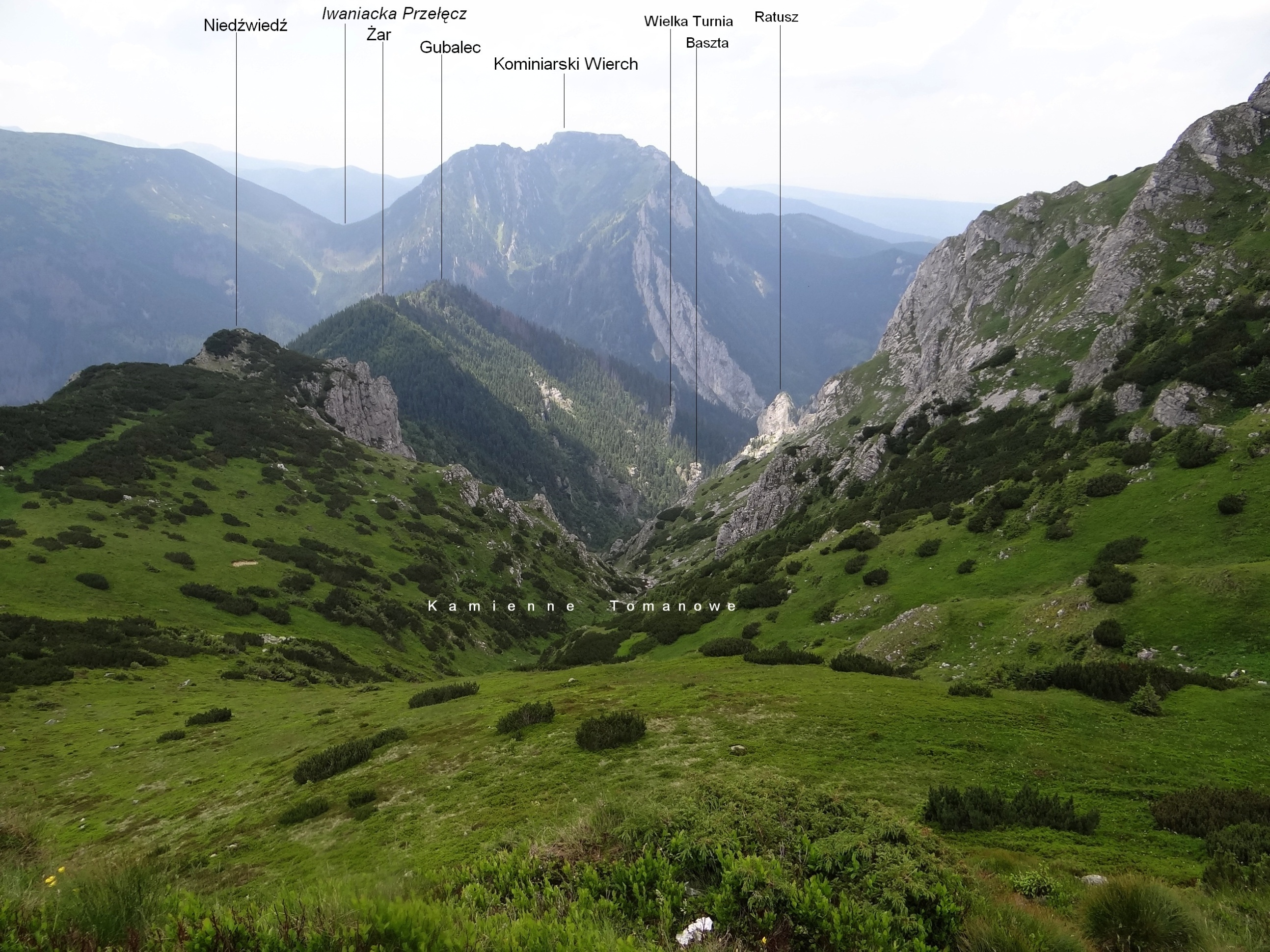
Widok na górną część Wąwozu Kraków

## Opis jaskini
Jaskinia zaczyna się dużą obszerną nyżą. Z niej odchodzi, za dwumetrowym prożkiem, ciasny i krótki korytarzyk. Prostopadle do niego, zaraz za wejściem, idzie do góry ciąg w kształcie rury. Po 9,5 metra kończy się namuliskiem.

## Przyroda
W jaskini jest niewiele nacieków. Są drobne nacieki grzybkowe i fragmenty polew naciekowych. 
W okolicach nyży rosną paprocie, mchy i glony. Są również grzyby. 

## Historia odkryć
Jaskinia była znana od dawna o czym świadczy wyryta w otworze data 1937. Dopiero jednak w 1966 roku pierwszą wzmiankę o niej zamieścił Z. Wójcik. W późniejszych latach nie była badana. 
Dokumentację jaskini sporządził 22 września 1978 roku R.M. Kardaś przy współpracy J. Bednarka, A. Burkackiej i A. Rygiera.